# Награды и номинации Нэнси Гриффит
Американская автор-исполнитель Нэнси Гриффит является лауреатом премий «Грэмми», Americana Music Honors & Awards, BBC Radio 2 Folk Awards и ряда других профессиональных музыкальных наград. За свои заслуги на поприще сочинения песен артистка также посвящена в Texas Heritage Songwriters' Hall of Fame.

## Перечень

### Премия «Грэмми»
Награда Национальной академии искусства и науки звукозаписи. Гриффит имеет одну победу. Всего номинирована четыре раза.
| Год  | Категория                          | Номинант                                 | Итог      | Прим. |
| ---- | ---------------------------------- | ---------------------------------------- | --------- | ----- |
| 1987 | «Лучший альбом современного фолка» | Last of the True Believers               | Номинация | [ 2 ] |
| 1994 | «Лучший альбом современного фолка» | Other Voices / Other Rooms               | Победа    | [ 3 ] |
| 1995 | «Лучший альбом современного фолка» | Flyer                                    | Номинация | [ 4 ] |
| 2000 | «Лучший разговорный альбом»        | The Chieftains. The Authorized Biography | Номинация | [ 5 ] |

### ACM Awards
Награда Академии музыки кантри. Гриффит номинирована однократно.
| Год  | Категория                 | Номинант      | Итог      | Прим. |
| ---- | ------------------------- | ------------- | --------- | ----- |
| 1987 | «Лучшая новая вокалистка» | Нэнси Гриффит | Номинация | [ 7 ] |

### Americana Music Honors & Awards
Награда Ассоциации музыки американа. Гриффит была номинирована однократно и победила.
| Год  | Категория                              | Номинант      | Итог   | Прим. |
| ---- | -------------------------------------- | ------------- | ------ | ----- |
| 2008 | Lifetime Achievement Trailblazer Award | Нэнси Гриффит | Победа | [ 9 ] |

### BBC Radio 2 Folk Awards
Награда BBC Radio 2. Гриффит была номинирована однократно и победила.
| Год  | Категория                  | Номинант      | Итог   | Прим.  |
| ---- | -------------------------- | ------------- | ------ | ------ |
| 2010 | Lifetime Achievement Award | Нэнси Гриффит | Победа | [ 11 ] |

### World Folk Music Association Awards
Награда World Folk Music Association. Гриффит была номинирована однократно и победила.
| Год  | Категория                | Номинант      | Итог   | Прим.  |
| ---- | ------------------------ | ------------- | ------ | ------ |
| 1995 | Kate Wolf Memorial Award | Нэнси Гриффит | Победа | [ 12 ] |

### Austin Music Awards
Награда, присуждаемая по итогам опроса читателей газеты The Austin Chronicle
| Год  | Категория      | Номинант      | Итог   | Прим.  |
| ---- | -------------- | ------------- | ------ | ------ |
| 1986 | Best Folk Band | Нэнси Гриффит | Победа | [ 13 ] |
| 1994 | Зал славы      | Нэнси Гриффит | Победа | [ 14 ] |

### New Music Awards
Награда CMJ. Гриффит номинирована однократно.
| Год  | Категория              | Номинант                | Итог      | Прим.  |
| ---- | ---------------------- | ----------------------- | --------- | ------ |
| 1989 | Folk Album of the Year | One Fair Summer Evening | Номинация | [ 15 ] |

### Brit Awards
Награда Британской ассоциации производителей фонограмм (BPI). Гриффит номинирована однократно.
| Год  | Категория                             | Номинант      | Итог      | Прим.  |
| ---- | ------------------------------------- | ------------- | --------- | ------ |
| 1994 | Best International Female Solo Artist | Нэнси Гриффит | Номинация | [ 16 ] |

### Edison Awards
Награда NVPI. Гриффит была номинирована однократно и победила.
| Год  | Категория                    | Номинант      | Итог   | Прим.  |
| ---- | ---------------------------- | ------------- | ------ | ------ |
| 1989 | International Country Artist | Нэнси Гриффит | Победа | [ 17 ] |

### IRMA Awards
Награда IRMA. Гриффит имеет одну победу.
| Год  | Категория   | Номинант      | Итог   | Прим.  |
| ---- | ----------- | ------------- | ------ | ------ |
| 1992 | Country Act | Нэнси Гриффит | Победа | [ 18 ] |

### NAMM Awards
Награда NAMM. Гриффит имеет одну победу.
| Год  | Категория      | Номинант      | Итог   | Прим.  |
| ---- | -------------- | ------------- | ------ | ------ |
| 1993 | Music For Life | Нэнси Гриффит | Победа | [ 19 ] |

### NAIRD Awards
Награда National Assn. of Independent Record Distributors and Manufacturers. Гриффит номинировалась однократно и победила.
| Год  | Категория     | Номинант                   | Итог   | Прим.  |
| ---- | ------------- | -------------------------- | ------ | ------ |
| 1987 | Кантри-альбом | Last of the True Believers | Победа | [ 20 ] |

### Songwriter Achievement Awards
Награда Nashville Songwriters Association International (NSAI), присуждаемая авторам песен на основе опроса членов ассоциации. Гриффит имеет одну награду.
| Год  | Категория                                                 | Номинант                    | Итог   | Прим.  |
| ---- | --------------------------------------------------------- | --------------------------- | ------ | ------ |
| 1987 | «Songs They Wish They’d Written» (1986 Songs of the Year) | «Love at the Five and Dime» | Победа | [ 21 ] |

### BMI Country Awards
Награда компании BMI авторам наиболее ротируемых кантри-песен года. Гриффит имеет две награды.
| Год  | Категория               | Номинант                    | Итог   | Прим.  |
| ---- | ----------------------- | --------------------------- | ------ | ------ |
| 1987 | Citation of Achievement | «Love at the Five and Dime» | Победа | [ 22 ] |
| 1993 | Citation of Achievement | «Outbound Plane»            | Победа | [ 23 ] |

### ASCAP Country Music Awards
Награда компании ASCAP авторам наиболее ротируемых кантри-песен года. Гриффит была номинирована однократно и победила.
| Год  | Категория                    | Номинант                                                              | Итог   | Прим.  |
| ---- | ---------------------------- | --------------------------------------------------------------------- | ------ | ------ |
| 1993 | Most Performed Country Songs | «Outbound Plane» (награждены оба автора — Нэнси Гриффит и Том Рассел) | Победа | [ 24 ] |

### Nashville Music Awards
Награда Leadership Music.
| Год  | Категория  | Номинант          | Итог      | Прим.  |
| ---- | ---------- | ----------------- | --------- | ------ |
| 1994 | Folk Album | Flyer             | Номинация | [ 25 ] |
| 1999 | Folk Album | Other Voices, Too | Победа    | [ 26 ] |

### Great British Country Music Awards
Коллективная награда различных британских кантри-организаций и изданий.
| Год  | Категория                     | Номинант      | Итог      | Прим.  |
| ---- | ----------------------------- | ------------- | --------- | ------ |
| 1994 | International Female Vocalist | Нэнси Гриффит | Номинация | [ 27 ] |
| 1994 | Best Touring Act              | Нэнси Гриффит | Номинация | [ 27 ] |

### International Popularity Awards
Награда, присуждавшаяся на основе опроса читателей британским журналом Country Music Round Up.
| Год  | Категория                        | Номинант      | Итог   | Прим.  |
| ---- | -------------------------------- | ------------- | ------ | ------ |
| 1988 | International Female Solo Artist | Нэнси Гриффит | Победа | [ 28 ] |

### International Folk Music Awards
Награда Folk Alliance International.
| Год  | Категория                                            | Номинант      | Итог   | Прим.  |
| ---- | ---------------------------------------------------- | ------------- | ------ | ------ |
| 2022 | Elaine Weissman Lifetime Achievement Awards (Legacy) | Нэнси Гриффит | Победа | [ 29 ] |

### Gavin Awards
Награда американского журнала Gavin Report. Гриффит имеет две номинации.
| Год  | Категория                   | Номинант      | Итог      | Прим.  |
| ---- | --------------------------- | ------------- | --------- | ------ |
| 1994 | Gavin A3 Artist of the Year | Нэнси Гриффит | Номинация | [ 30 ] |
| 1994 | Gavin A3 Album of the Year  | Flyer         | Номинация | [ 30 ] |

### Почётные звания и статусы
| Год  | Наименование                                | Номинант      | Итог   | Прим.  |
| ---- | ------------------------------------------- | ------------- | ------ | ------ |
| 2021 | Посвящение в Texas Songwriters Hall of Fame | Нэнси Гриффит | Победа | [ 12 ] |